# شوتا فارتنادزه
شوتا فارتنادزه (به گرجی: შოთა ფარტენაძე،  زادهٔ ۲۸ نوامبر ۱۹۹۴) یک کشتی‌گیر آزادکار اهل کشور گرجستان است.
از افتخارات وی می‌توان به کسب مدال برنز مسابقات قهرمانی کشتی جهان ۲۰۲۳ اشاره کرد.

## فعالیت حرفه‌ای

### قهرمانی کشتی جهان ۲۰۲۳
فارتنادزه در وزن ۶۱ کیلوگرم کشتی آزاد قهرمانی کشتی جهان ۲۰۲۲ بلگراد شرکت کرد، او در مسابقه های اول و دوم آندری بکرنئو از بلاروس و جهانگیرمیرزا توروبوف از ازبکستان را شکست داد اما در نیمه نهایی به عباس‌گادژی ماگومدف از روسیه باخت و به دیدار رده‌بندی رفت. وی در دیدار رده‌بندی والنتین بلیاستسکی از اوکراین را شکست داد و مدال برنز را بدست آورد.